# رولف ماير (مخرج)
رولف ماير (بالألمانية: Rolf Meyer)‏ هو كاتب سيناريو ومنتج أفلام ومخرج ألماني، ولد في 12 نوفمبر 1910 في Bad Suderode ‏ في ألمانيا، وتوفي في 3 فبراير 1963 في ألمانيا الغربية.

## وصلات خارجية
- رولف ماير على موقع IMDb (الإنجليزية)
- رولف ماير على موقع ألو سيني (الفرنسية)
- رولف ماير على موقع أول موفي (الإنجليزية)
- رولف ماير على موقع قاعدة بيانات الفيلم (الإنجليزية)
- رولف ماير على موقع كينوبويسك (الروسية)